# DNS-szekvenálás
A DNS-szekvenálás a dezoxiribonukleinsav nukleinsav-szekvenciája meghatározása. Mindazon módszereket és technológiákat magában foglalja, melyek a 4 bázis – adenin, timin, citozin, guanin – sorrendjét határozzák meg. A gyors DNS-szekvenálási módszerek a biológiai és orvosi kutatásokat és felfedezéseket jelentősen felgyorsították.
A DNS-szekvenciák ismerete elengedhetetlen lett a biológiai alapkutatásban, a DNS-genográfiai projektekben, és számos alkalmazott területben, például az orvosi diagnosztika, biotechnológia, igazságügyi biológia, virológia és biológiai rendszertan területén, az egészséges és mutáns DNS-szekvenciák megkülönböztetése sok betegséget, például több ráktípust is felismerhet, leírhatja az antitest-diverzitást, és használható kezelés személyreszabására. A gyors DNS-szekvenálási módszer lehetővé teszi a gyorsabb és személyre szabottabb orvosi kezelést és több élőlény azonosítását és katalogizálását.
A DNS-szekvenálás gyors fejlődése fontos szerepet játszott számos faj, például az ember szekvenálásában, de számos más állat-, növény- és mikrobafaj szekvenálását is lehetővé tette.

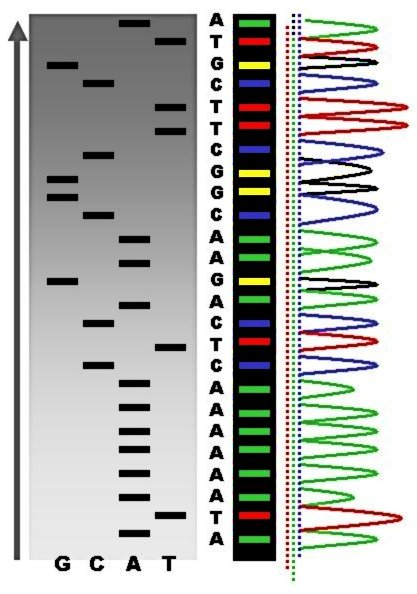
Automatikus lánclezárásos DNS-szekvenálás eredménye

Az első DNS-szekvenciákat az 1970-es évek elején hozták létre kutatók kétdimenziós kromatográfián alapuló bonyolult módszerrel. A DNS-szekvenálóval történő fluoreszcenciaalapú eljárások a szekvenálást megkönnyítették és sokkal gyorsabbá tették.

## Alkalmazás
A DNS-szekvenálás felhasználható bármely élőlény egyes génjei, nagyobb genetikai szakaszai (például géncsoportok, operonok), teljes kromoszómái vagy akár teljes genomjai szekvenciájának kiderítésére. A DNS-szekvenálás továbbá a leghatékonyabb mód RNS vagy fehérjék közvetett szekvenálására nyitott leolvasási kereteken keresztül. A DNS-szekvenálás alapvető technológia lett a biológia számos területén, de máshol is, például az orvostudomány, az igazságügy és az antropológia területén is.

### Molekuláris biológia
A szekvenálást a molekuláris biológia a genomok és az általuk kódolt fehérjék tanulmányozására használja. Az így szerzett információ a gének és a nem kódoló DNS (beleértve a szabályzó szekvenciákat) változásait, betegségekkel és fenotípusokkal való kapcsolataikat és lehetséges gyógyszercélpontokat azonosít.

### Evolúcióbiológia
Mivel a DNS az egyik generációról a másikra való információátadás fontos molekulája, a DNS-szekvenálást az evolúcióbiológia is használja a különböző élőlények kapcsolatai és fejlődése kutatásában. 2021 februárjában elsőzör számoltak be kutatók 1 millió évnél régebbi állati – egészen pontosan mamutból származó – karrionokból származó DNS szekvenálásáról, ami ezzel a legrégebbi szekvenált DNS lett.

### Metagenomika
A metagenomika adott élőhelyen – például víztestben, szennyvízben, talajban, bomlástermékben vagy kenetmintában – jelenlévő élőlényeket azonosító tudomány. A környezetben élő fajok ismerete elengedhetetlen az ökológiában, epidemiológiában, mikrobiológiában stb. A szekvenálás lehetővé teszi például az adott mikrobiomban jelenlévő élőlények meghatározását.

### Virológia
Mivel a legtöbb vírus túl kicsi, hogy fénymikroszkóppal látható legyen, azonosításuk és tanulmányozásuk egyik legfőbb eszköze a szekvenálás. A vírusgenomok lehetnek DNS- vagy RNS-alapúak. Az RNS-vírusok időérzékenyebbek, mivel klinikai mintákban gyorsabban bomlanak. A hagyományos Sanger-szekvenálás és az új generációs szekvenálás használatosak a vírusok alap- és klinikai kutatásban való szekvenálásához és a kialakuló vírusfertőzések diagnózisához, a patogén vírusok molekuláris epidemiológiai vizsgálatához és a gyógyszerrezisztencia-ellenőrzéshez. A GenBankben több mint 2,3 millió vírusszekvencia található. 2019-re az NGS gyakoribb vírusgenom-szekvenálási eljárás lett a Sanger-szekvenálásnál.
Az 1997-es madárinfluenza-járvány során vírusszekvenálással derült ki, hogy az influenzaaltípus a fürjek és a baromfik közti reassortmenttel alakult ki. Ezért a hongkongi törvényhozás megtiltotta az élő fürj és baromfi együttes eladását. A vírusszekvenálás használható egy vírusjárvány kezdetének molekuláris órán alapuló becslésére is.

### Orvostudomány
Az orvostechnikusok szekvenálhatnak géneket (vagy akár teljes genomokat) annak meghatározására, hogy fennáll-e genetikai betegség kockázata. Ez a genetikai tesztelés egy formája, de egyes genetikai teszteknek nem része a DNS-szekvenálás.
2013-ban a DNS-szekvenálást egyre inkább használták ritka betegségek diagnózisára és tesztelésére. Ahogy egyre több ritka genetikai betegséget okozó gént azonosítottak, a molekuláris diagnózis egyre gyakoribbá vált. A DNS-szekvenálás a klinikusoknak lehetővé teszi a genetikai betegségek azonosítását, a kezelés javítását, a reprodukciós tanácsadást és a hatékonyabb terápiát. A génszekvenáló panelek a feltételezett rendellenesség lehetséges genetikai okai azonosítására használhatók.
Továbbá a DNS-szekvenálás használható meghatározott baktériumok azonosítására a pontosabb antibiotikum-kezeléshez, csökkentve az antibiotikum-rezisztencia kocskázatát azok populációiban.

### Igazságügy
A DNS-szekvenálás használható a DNS-profil-készítési módszerekkel együtt az igazságügyi azonosításra és szülőségi tesztre. A DNS-tesztelés az utóbbi évtizedekben sokat fejlődött, és már képes a DNS-lenyomatot a vizsgált élőlénnyel összekapcsolni. Az ujjlenyomatok, nyál, hajtüszők stb. DNS-mintái egyedileg azonosítják az élőlényeket. A DNS-teszt meghatározott genomok észlelésére alkalmas eszköz, mely egyedi és saját mintát ad.

## A 4 kanonikus bázis
A kanonikus DNS-szerkezet 4 bázisból (timin (T), adenin (A), citozin (C), guanin (G)) állnak. A DNS-szekvenálás e bázisok fizikai sorrendjének meghatározása egy DNS-molekulában. Számos más bázis is előfordulhat egy molekulában: például egyes bakteriofágokban a citozin helyén hidroximetilcitozin vagy hidroximetilglükóz-citozin állhat. Emlős-DNS-ekben is előfordulhatnak metilált vagy foszfoszulfatált bázisszármazékok. Szekvenálási technikától függhet egyes módosulások, például az emberben gyakori m5C C (5-metilcitozin észlelése.
A legtöbb élőlény DNS-ét in vivo csak kanonikus bázisaiból állítja elő, a replikáció utáni módosulással létrehozva a többit, például az m5C-t. Azonban egyes bakteriofágok közvetlenül tehetnek be nem standard bázist.
A módosítások mellett a DNS-t folyamatosan támadják környezeti ágensek, például UV-sugárzás és reaktív oxigénszármazékok. Jelenleg e sérült bázisokat a legtöbb DNS-szekvenáló módszer nem észleli, de a PacBio közzétett egy oly módszert, mely igen.

## Történet

### A DNS szerkezete és funkciója felfedezése
A dezoxiribonukleinsavat (DNS) először Friedrich Miescher fedezte fel és izolálta 1869-en, de sok évtizedig kevéssé tanulmányozták, mert a fehérjéket gondolták az örökítőanyagnak, nem a DNS-t. Ez 1944 után megváltozott Oswald Avery, Colin Munro Macleod és Maclyn McCarty kísérletei után, ahol kimutatták, hogy a DNS-változtatás egy baktériumtörzset átváltoztathat másikká. Ez volt az első kimutatása annak, hogy a DNS képes a sejtek tulajdonságai változtatására.
1953-ban James D. Watson és Francis Crick írták le a DNS kettős hélix modelljét röntgen-krisztallográfia révén vizsgált szerkezetekkel, melyeket Rosalind Franklin tanulmányozott. A modell szerint a DNS-t 2 nukleotidokból álló szál alkotja, melyek egymás körül tekerednek, hidrogénkötések kapcsolják össze, és ellentétes irányban haladnak. Minden szál 4 komplementer nukleotidból áll, ahol az adenozin-monofoszfáttal szemben mindig timidin-monofoszfát, a citidin-monofoszfáttal szemben mindig guanozin-monofoszfát áll, és viszont. Leírták, hogy e szerkezet lehetővé teszi bármely szál rekonstrukcióját a másik alapján, ami alapvető jelentőségű az információ nemzedékek közti öröklése szempontjából.

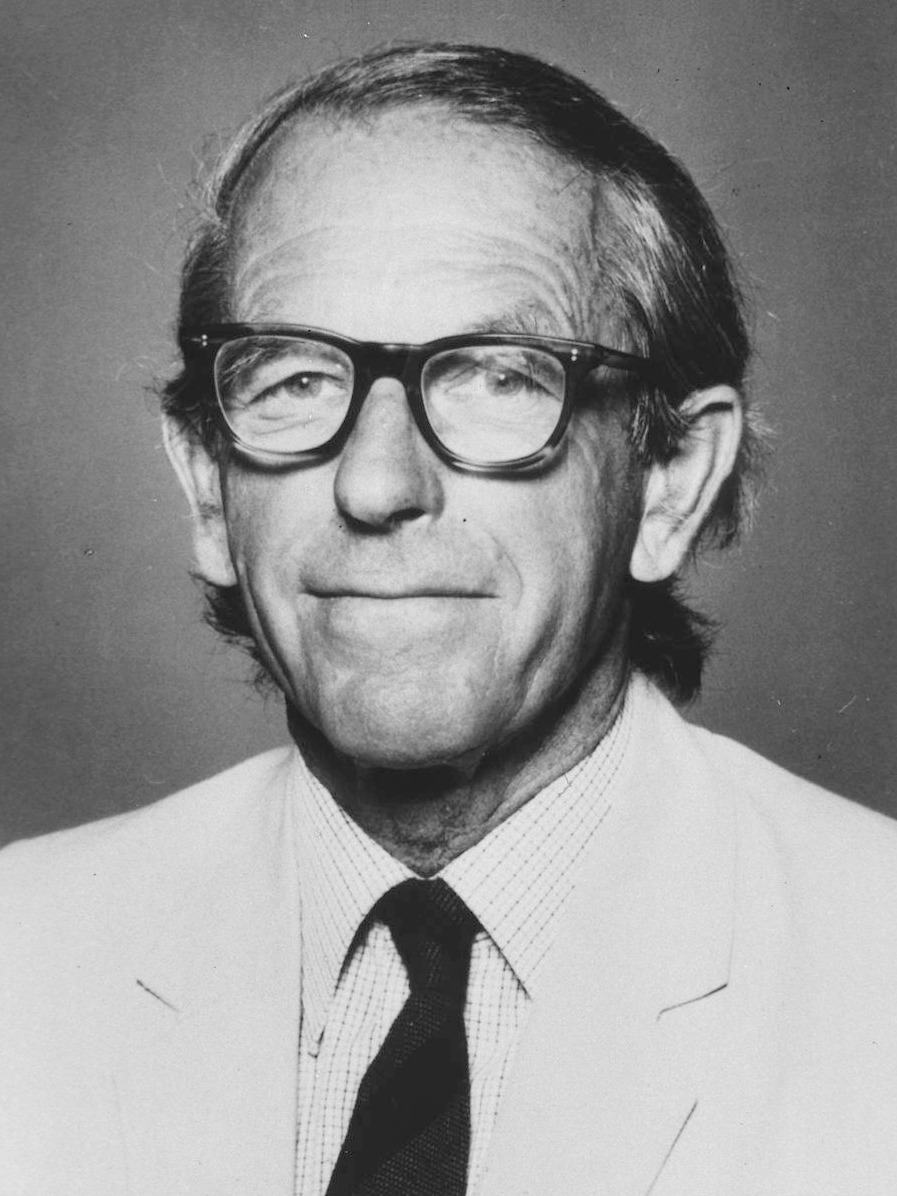
Frederick Sanger, a szekvenálás úttörője. Sanger a kevés 2 Nobel-díjat szerzett tudós egyike: egyet a fehérjeszekvenálásért kapott, egyet a DNS-szekvenálásért.

A fehérjeszekvenálás alapjait Frederick Sanger fektette le, aki 1955-ben szekvenálta a hasnyálmirigy által termelt egyik kis fehérje, az inzulin aminosavjait. Ez volt az első bizonyíték arra, hogy a fehérjék meghatározott molekuláris mintával – tehát nem folyadékban lévő véletlenszerű szerkezettel – rendelkező anyagok. Sanger sikere a röntgenkrisztallográfia művelőire, például Watsonra és Crickre is kihatott, akik ekkor más a fehérjék keletkezésének DNS általi irányítását kutatták. Sanger 1954. októberi előadásai után Crick a DNS-ben lévő nukleotidok elrendezése és az aminosavak szekvenciája közti összefüggés elméletét írta le, ami meghatározta a fehérjék funkcióinak megértését is. Elméletét 1958-ban közölte.

### RNS-szekvenálás
Az RNS-szekvenálás a nukleinsav-szekvenálás egyik első változata volt. Fő eredménye az első teljes gén és az MS2 fág teljes genomjának szekvenálása, melyet Walter Fiers és társai tettek közzé a Genti Egyetemen 1972-ben és 1976-ban. A hagyományos RNS-szekvenálási módszerek komplementer DNS készítését és annak szekvenálását igényelték.

### Korai DNS-szekvenálási eljárások
A DNS-szekvencia-meghatározás első módszere helyspecifikus primerbővítést tartalmazott, melyet a Cornell Egyetemen Ray Wu fejlesztett ki 1970-ben. A DNS-polimeráz-katalízist és a specifikus nukleotidjelölést, melyek jelentős mértékben megtalálhatók mai szekvenálási eljárásokban is, már ekkor használatosak voltak a lambda-fág-DNS kohéziós végei szekvenálására. 1970 és 1972 között Radha Padmanabhan  et al. kimutatták, hogy e módszer használható bármely DNS-szekvencia meghatározására szintetikus helyspecifikus primerekkel.
Walter Gilbert, biokémikus és Allan Maxam, molekuláris genetikus a Harvard Egyetemen szintén kidolgoztak szekvenáló eljárásokat, például egyet „kémiai bontásos DNS-szekvenálásra”. 1973-ban Gilbert és Maxam beszámoltak vándorló helyes elemzéssel szekvenált 24 bázispáros szakaszról. A szekvenálás előrehaladását segítette a rekombináns DNS-technológia egyidejű fejlődése, mely lehetővé teszi a nem vírusokból történő DNS-izolációt.
2 évvel később, 1975-ben Frederick Sanger, biokémikus és Alan Coulson, genomikus DNS-szekvenáló módszert alkottak meg. A „plusz-mínusz” módszernek is nevezett Sanger-szekvenálásban a DNS minden része érintett, de a 4 bázis egyikének reakciója nem szerepelt benne.
1976-ban Gilbert és Maxam a Harvard Egyetemen gyors DNS-szekvenáló módszert fedeztek fel, a Maxam–Gilbert-szekvenálást. A módszer a radioaktívan jelült DNS-t keémiailag kezeli, és a szekvencia meghatározásra használt poliakrilamid gélt használja.
1977-ben Sanger primerbővítő módszert alkotott a gyorsabb DNS-szekvenálás fejlesztésére a cambridge-i Medical Research Council-központon. A módszer hasonlított a „plusz-mínusz” módszerhez, azonban a láncvégi didezoxinukleotidok DNS-polimeráz általi szelektív beépítésén alapul az in vitro DNS-replikáció során. Sanger módszerét ugyanez évben közölte.

### Teljesgenom-szekvenálás

A φX174 fág -os genomja. Minden színezett részlet génnek felel meg.

Az első teljesen szekvenált DNS-genom a φX174 fágé volt, melyet 1977-ben szekvenáltak. A Medical Research Council tudósai határozták meg először az Epstein–Barr-vírus DNS-ét 1984-ben, melyet 172 282 nukleotidosnak találtak. Ez fordulópontnak bizonyult a DNS-szekvenálásban, mivel a vírus genetikai profilja korábbi ismerete nélkül történt.
A szekvenáló reakciós keverékek elektroforézis során történő DNS-átvitele egyik első nem radioaktív módszerét Herbert Pohl  et al. írták le az 1980-as évek elején. A GATC Biotech az EU genomszekvenáló programja által is használt Direct-Blotting-Electrophoresis-System GATC 1500 DNS-szekvenálója forgalomba hozatala tette lehetővé a Saccharomyces cerevisiae II. kromoszómája teljes szekvenálását. Leroy E. Hood laboratóriuma a California Institute of Technologyn számolt be az első félautomata DNS-szekvenálóról 1986-ban. Ezt követte 1987-ben az Applied Biosystems ABI 370 – az első teljesen automata szekvenálógép – és a DuPont Genesis 2000, mely új fluoreszcens jelölőmódszert alkalmazott, lehetővé téve mind a 4 didezoxinukleotid azonosítását egy helyen. 1990-re az Amerikai Egyesült Államok Nemzeti Egészségügyi Intézete (NIH) nagymértékű szekvenálási kísérleteket végzett a Mycoplasma capricolum, Escherichia coli, Caenorhabditis elegans és Saccharomyces cerevisiae fajokon bázisonként 0,75 dollár költséggel. Eközben kezdődött a humán expresszált szekvenciajelölők szekvenálása Craig Venter laboratóriumában, ennek célja a humán genom kódoló részének szekvenálása volt. 1995-ben Venter, Hamilton Smith és társaik a Genomkutató Intézetben (TIGR, később J. Craig Venter Intézet) közzétették az első sejtes élőlény, a Haemophilus influenzae genomját. E körkörös genom 1 830 137 bp hosszúnak bizonyult, és közzététele a Science-ben a shotgun-szekvenálás teljes genomon való első közölt használata volt, ebben nem volt szükség kezdeti leképezésre.
2003-ra a humángenom-projekt shotgun-szekvenálási módszere felhasználásával a humán genom 92% pontosságú vázlatszekvenciáját állították elő. 2022-re a humán genom utolsó 8%-át is szekvenálták. A teljesen szekvenált referenciagenom a GRCh38.p14, és 3,1 milliárd bázispárból áll.

### Nagy átvitelű szekvenálási módszerek (HTS)

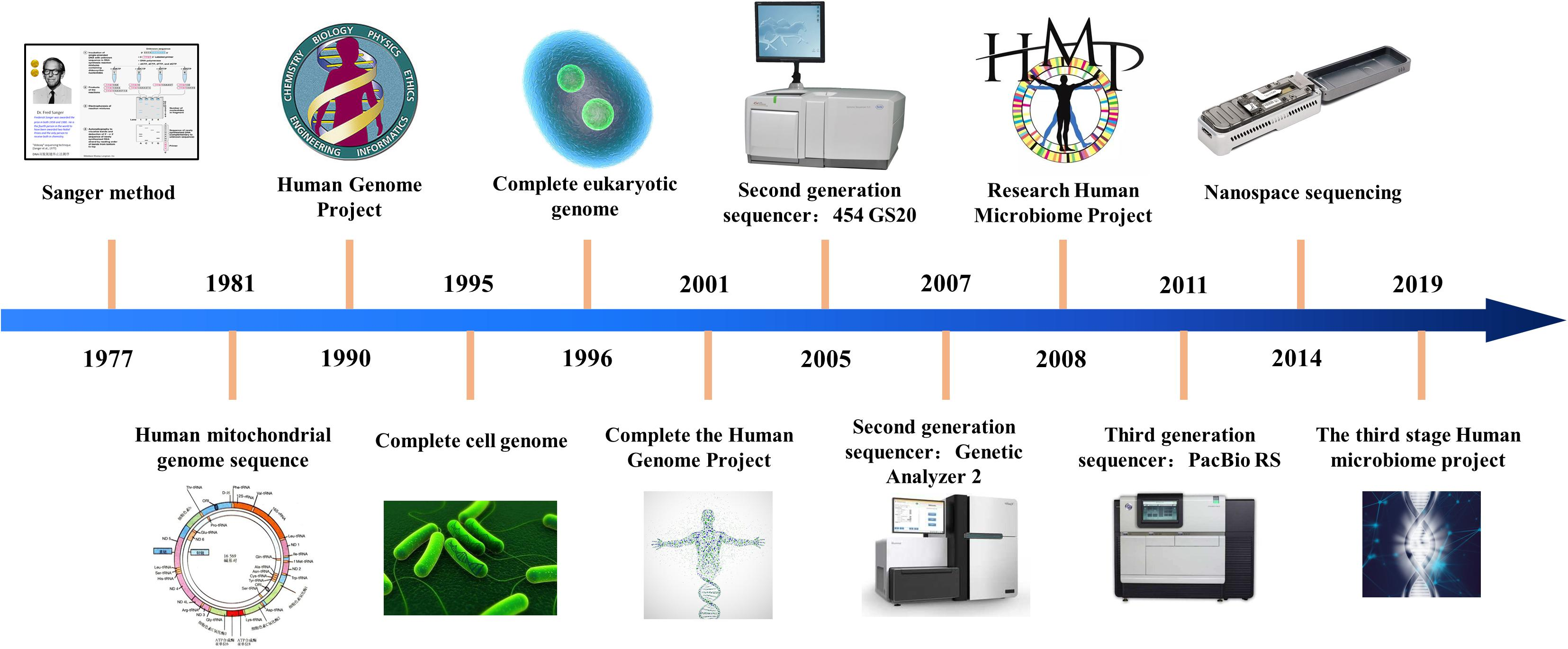
A szekvenáló technológia története

Számos új DNS-szekvenáló módszert fejlesztettek ki az 1990-es évek közepén és végén, és kezdtek el használni a forgalomban kapható DNS-szekvenálók 2000-re. Ezeket „új generációs” vagy „második generációs” módszereknek (NGS) hívták a korábbi módszerektől, például a Sanger-szekvenálástól való megkülönböztetéshez. Az első generációs szekvenálási eljárásokkal szemben az NGS-t nagy fokú skálázhatóság jellemzi, lehetővé téve teljes genomok egyidejű szekvenálását. Ezt általában a genom kis részekre bontásával, az egyes részek véletlenszerű mintavételével és a számos technológia egyikével, például az alábbiakkal történő szekvenálásával történik. A teljes genom szekvenálása azért lehetséges, mert egyszerre több rész automatizált szekvenálása történik.
Az NGS jelentősen növelte a kutatók lehetőségeit az egészségügyi vizsgálatok, az antropológusokét az ember eredetének vizsgálata terén, és felgyorsította a személyre szabott orvostudomány mozgalmát, de több hibalehetőséggel járt. Sok szoftver képes az NGS-adatok elemzésére, melyet gyakran internetes oldalakon, például a CSI NGS Portalon található, melyeknek saját algoritmusaik vannak. A szoftvercsomag paraméterei is megváltoztathatják az elemzés eredményét. Ezenkívül a szekvenálással keletkező nagy mennyiségű adat új szekvenciaelemző módszereket és programokat igényelt. Több szabványosító eljárás jelent meg e nehézségek megoldása terén, melyek nagyrészt egyes laboratóriumokból, alulról indultak ki. Egy nagyobb, szervezett, az FDA által támogatott erőfeszítés létrehozta a BioCompute szabványt.
1990. október 26-án Roger Tsien, Pepi Ross, Margaret Fahnestock és Allan J. Johnston lépésenkénti („bázisonkénti) szekvenálásra adtak be szabadalmat eltávolítható 3’-blokkolókkal a DNS-array-ken blotok és egyes DNS-molekulák esetén egyaránt. 1996-ban Pål Nyrén és hallgatója, Mostafa Ronaghi a stockholmi Királyi Technológiai Intézetnél közzétették a piroszekvenálás módszerét.
1997. április 1-én Pascal Mayer és Laurent Farinelli a Szellemi Tulajdon Világszervezeténél adták be a DNS-kolónia-szekvenálás szabadalmát. A DNS-minta-előkészítés és a véletlenszerű felszíni polimeráz-láncreakciós (PCR) sorkészítés Roger Tsien  et al. bázisonkénti szekvernálásával együtt található meg az Illumina HI-Seq genomszekvenálóiban.
1998-ban Phil Green és Brent Ewing a Washingtoni Egyetemen írták le a phred-minőségpontszámot a szekvenciaadat-elemzéshez, mely fontos, széles körben elterjedt analitikai módszer lett, és ma is a leggyakoribb módszer a szekvenálóplatform pontosságának méréséhez.
A Lynx Therapeutics 2000-ben tette közzé erősen párhuzamos aláírás-szekvenálását (MPSS). E módszer párhuzamos, adapter-/ligációmediált, gyöngyalapú szekvenáló technológia, és az első forgalmazott új generációs szekvenáló módszer volt, bár laboratóriumnak nem adtak el DNS-szekvenálót.

## Alapvető módszerek

### Maxam–Gilbert-szekvenálás
Allan Maxam és Walter Gilbert 1977-ben a DNS kémiai módosításán és adott bázisoknál való felvágásán alapuló szekvenálási módszert közöltek. A kémiai szekvenálásnak is nevezett módszer lehetővé tette tisztított kétszálú DNS-minták klónozásmentes szekvenálását. Radioizotóp-alkalmazása és technikai összetettsége azonban elavulttá tették a Sanger-módszerek finomodása után.
A Maxam–Gilbert-szekvenálás a DNS egyik 5’-végén radioaktív jelölést és a DNS-töredék tisztítását igényelte. A kémiai kezelés ezután töréseket hoz létre a 4 nukleobázis közül 1 vagy 2 kis részén a 4 reakció egyike (A, A+G, C, C+T) alapján. A módosító anyagok koncentrációja úgy irányítható, hogy molekulánként átlagosan 1 módosítás történjék. Így jelölt töredékek sora jön létre a jelölt végtől az egyes molekulák első „vágási” helyéig. A 4 reakció töredékei méret szerinti elkülönítése denaturáló akrilamid gélekben történő elektroforézis révén történik. A töredékek megjelenítéséhez a gélt röntgenfilmnek teszik ki autoradiográfiához, így sötét sávok sorozatát adva, melyek egy-egy radioaktívan jelölt DNS-töredéknek felelnek meg, innen a szekvencia meghatározható.
A módszer 2023-ra nagyrészt elavult lett.

### Láncvégalapú módszerek
A Frederick Sanger és társai által 1977-ben kifejlesztett láncvégi módszer hamar alkalmazott módszer lett könnyűsége és megbízhatósága miatt. Feltalálásakor kevesebb mérgező vegyületet és kisebb radioaktivitást használt a Maxam–Gilbert-szekvenálásnál. Viszonlyagos könnyűsége miatt hamar automatizálták, és az első generációs DNS-szekvenálók is e módszert használták.
A Sanger-szekvenálás az 1980-as évektől a 2000-es évek közepéig volt a leggyakoribb. Ez idő alatt jelentős előrelépések történtek a technikában, például fluoreszcens jelölés, kapilláris elektroforézis és általános automatizálás. Ezek sokkal hatékonyabb szekvenálást tettek lehetővé, csökkentve a költséget. A Sanger-módszert használta a humángenom-projekt az első humán genom szekvenálására 2001-ben, mellyel megjelent a genomika korszaka. Azonban az évtized végére jelentősen különböző módszerek jelentek meg a piacon, a 2001-es 100 millió dollárról 2011-re 10 000 dollárra csökkentve a szekvenálás költségét.

### Szintetikus szekvenálás
A szintetikus szekvenálás célja a DNS-minta szekvenálása a DNS-polimeráz általi nukleotidbeillesztés alapján. Egy kifejlesztett polimeráz használatos egy DNS-szál egy példányának szintézisére, és az egyes nukleotidok beillesztését figyelik. A szintézis általi valós idejű szekvenálás elvét először 1993-ban írták le Nyre, Pettersson és Uhlen, javításokat néhány évvel később közöltek. Minden esetben hasonlók a kulcslépések:
1. DNS-sokszorosítás jelerősítés végett és a szekvenálandó DNS szilárd anyaghoz rögzítése,
2. egyszálú DNS előállítása a szilárd anyagon,
3. nukleotidok beillesztése a polimeráz segítségével,
4. valós idejű nukleotidbeillesztés-figyelés.

A 3–4. lépések ismétlődnek, és a szekvencia a 4. lépésben előállított jelekből áll elő. A valós idejű szintézises szekvenálást a legtöbb erősen párhuzamos szekvenáló műszer használja, például a 454, a PacBio, az Ion Torrent, az Illumina és az MGI is használják.

## Nagy skálájú ésde novoszekvenálás

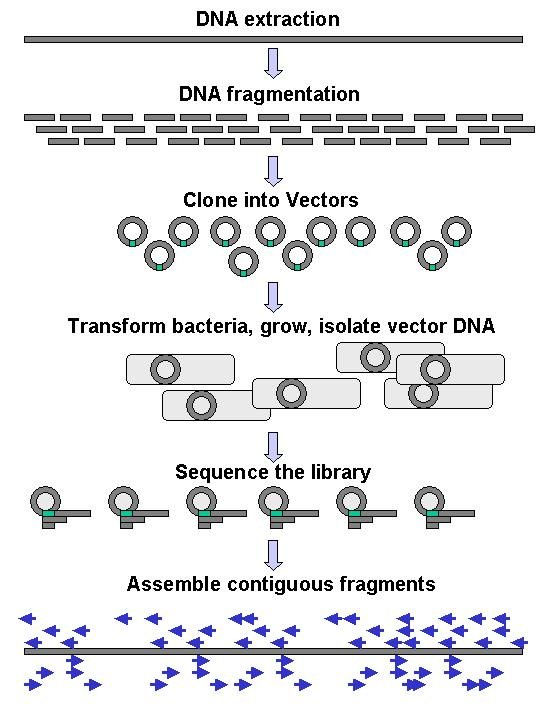
A genom véletlenszerű részekre osztott és bakteriális könyvtárként tárolt DNS-e. Az egyes bakteriális klónok szekvenálása után a szekvencia az átfedő DNS-részek révén áll össze.

A nagy skálájú szekvenálás célja nagyon hosszú DNS-részletek, például teljes kromoszómák szekvenálása, de használható nagy mennyiségű rövid szekvencia generálására is, például fágmegjelenítéshez. Hosszabb célpontok, például kromoszómák esetén gyakori megközelítés a nagy DNS-részletek korlátozóenzimekkel történő vágása vagy a mechanikai erőkkel történő szakítása kisebb részletekre. A töredezett DNS ezután klónozható DNS-vektorba, és gazdabaktériumban, például E. coliban sokszorosítható. A bakteriális kolóniákból tisztított DNS-részleteket egyenként szekvenálják, és elektronikusan illesztik hosszú folytonos szekvenciává. Tanulmányok kimutatták, hogy a közel azonos méretű DNS-részletek gyűjtése javíthatja a szekvenálás hatékonyságát és a genomillesztés pontosságát. E tanulmányokban az automatikus méretezés reprodukálhatóbbnak és pontosabbnak bizonyult a géles kézi méretezésnél.
A de novo szekvenálás kifejezetten a korábban ismert szekvencia nélküli DNS-szekvenálás: a latin de novo jelentése „a kezdetekből”. Az összeillesztett szekvencia hiányosságai primerléptetéssel kitölthetők. A különböző módszerek sebességbeli és pontosságbeli hátrányai is különbözők: a shotgun módszereket gyakran használják nagy genomok szekvenálására, de illesztése nehéz és összetett, különösen ismétlődő szakaszok esetén, melyek a genomillesztésben hiányosságokat hagynak.
A legtöbb szekvenálási megközelítés in vitro klónozást használ az egyes DNS-ek sokszorosítására, mert molekuláris észlelési módszereik nem elég érzékenyek 1 molekula észlelésére. Az emulziós PCR az egyes DNS-molekulákat és primerrel burkolt gyöngyöket olajfázisban lévő vízcseppekben különíti el. A polimeráz-láncreakció (PCR) ezután a gyöngyöket a DNS klonális példányaival vonja be, majd későbbi szekvenáláshoz rögzíti. Emulziós PCR-t használnak a Margulies  et al. (a 454 Life Sciences által forgalmazott) és a Shendure és Porreca  et al. által fejlesztett módszerek (a polóniaszekvenálás) és az Agencourt (később Applied Biosystems, majd Life Technologies) által fejlesztett SOLiD-szekvenálás. Ezt használják továbbá a 10x Genomics GemCode és Chromium platformjai is.

### Shotgun-szekvenálás
A shotgun-szekvenálás 1000 bázispár feletti DNS-szakaszok – akár teljes kromoszómák – elemzésére használt szekvenálási módszer. E módszer a cél-DNS véletlenszerű töredékekre bontását igényli. Az egyes töredékek láncvégi módszerrel való szekvenálása után a szekvenciák az átfedések alapján újra összeállíthatók.

## Nagy átvitelű módszerek

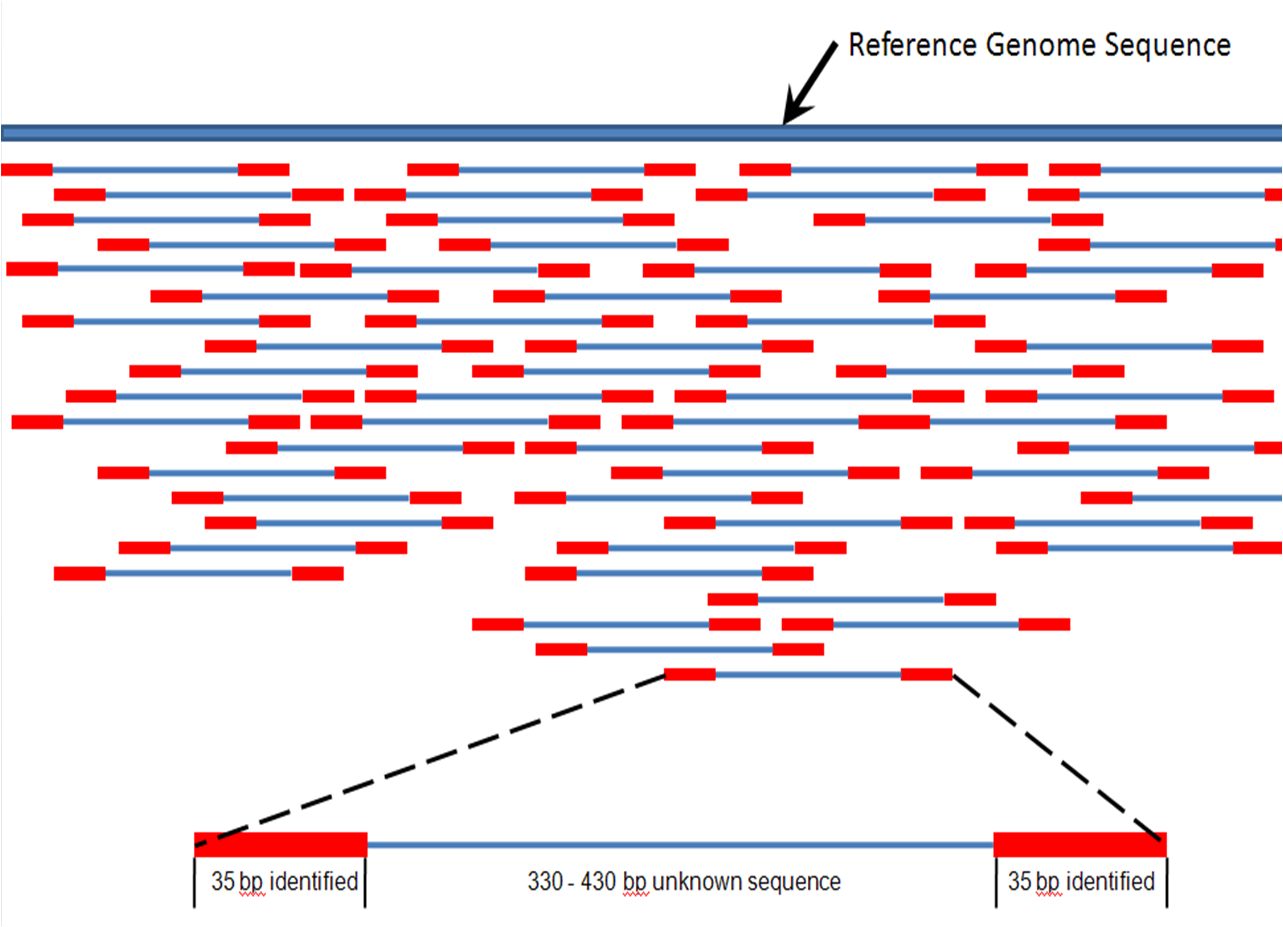
Több töredezett szekvencialeolvasás illesztendő össze átfedő részeik alapján.

A nagy átvitelű szekvenálás, melynek részei a második generációs rövid és a harmadik generációs hssszú leolvasású szekvenálás, alkalmazható exomszekvenálás, genomszekvenálás, -újraszekvenálás, transzkriptomprofilozás (RNS-szekvenálás), DNS-fehérje-kölcsönhatás- (ChIP-szekvenálás) és epigenom-leírás terén is.
Az alacsony költségű szekvenálás iránti nagy igény a nagy átvitelű, a szekvenálást párhuzamosító, egyidejűleg több ezer vagy millió szekvenciát adó szekvenáló technológiákhoz vezetett. A nagy átvitelű szekvenáló technológiák célja a DNS-szekvenálás költsége csökkentése a festéssel, láncvégen történő eljársok által lehetséges alá. Ultranagy átvitelű szekvenálásban akár 500 000 szintetikus szekvenálási eljárás is történhet egyszerre. Az ilyen technológiák lehetővé tették egy teljes humán genom 1 napon belüli szekvenálását. 2019-ben a nagy átvitelű szekvenáló termékek vezető fejlesztői közé tartoztak az Illumina, a Qiagen és a Thermo Fisher Scientific.
| Módszer                                          | Olvasás hossza                                                                                              | Pontosság (1 olvasás, nem konszenzus) | Olvasás/futás | Futásidő                                                            | Költség milliárd bázisonként (amerikai dollár) | Előny | Hátrány                                                                 |
| ------------------------------------------------ | --- | ------------------------------------- | --- | ------------------------------------------------------------------- | ---------------------------------------------- | --- | ----------------------------------------------------------------------- |
| Egymolekulás valós idejű szekvenálás (PacBio)    | 30 000 bp (N50), maximális olvasáshossz >100 000 bp                                                         | 87% nyers olvasási pontosság          | Sequel 2 cellánként 4 Mbp; 100–200 Gbp                                                                                 | 30 perc–20 óra                                                      | 7,2–43,3                                       | Gyors, észlel m4C-t, m5C-t és m6A-t.                                                                         | Közepes átvitel, alkalmanként drága felszerelés                         |
| Ionfélvezetős (ionfolyam-szekvenálás)            | maximum 600 bp                                                                                              | 99,6%                                 | maximum 80 Mbp | 2 óra                                                               | 66,8–950                                       | Gyors, kevésbé drága felszerelés                                                                             | Homopolimer-hibák                                                       |
| 454 piroszekvenálás                              | 700 bp | 99,9%                                 | 1 Mbp | 24 óra                                                              | 10 000                                         | Hosszú olvasás, gyors                                                                                        | Drága futtatás, homopolimer-hibák                                       |
| Szintetikus szekvenálás (Illumina)               | MiniSeq, NextSeq: 75–300 bp, MiSeq: 50–600, HiSeq 2500: 50–500, HiSeq 3/4000: 50–300, HiSeq X: 300 bp       | 99,9% (Phred30)                       | MiniSeq/MiSeq: 1–25 Mbp, NextSeq: 130–200 Mbp, HiSeq 2500: 300 Mbp–2 Gbp, HiSeq 3/4000: 2,5 Gbp, HiSeq X: 3 Gbp        | szekvenálótól és olvasáshossztól függően 1–11 nap                   | 5–150                                          | Magas szekvenciaeredmény szekvenálótól és alkalmazástól függően                                              | A felszerelés drága lehet, és magas DNS-koncentrációt igényel           |
| Kombinált szondahorgony-szintézis (cPAS–BGI/MGI) | BGISEQ-50: 35–50bp, MGISEQ-200: 50–200, BGISEQ-500, MGISEQ-2000: 50–300 bp                                  | 99,9% (Phred30)                       | BGISEQ-50: 160, MGISEQ 200: 300, BGISEQ-500: cellánként 1300, MGISEQ-2000: FCS cellánként 375, FCL cellánként 1500 Mbp | műszertől, olvasáshossztól és cellák számától függően 1–9 nap       | 5–120                                          | |                                                                         |
| Ligációs szekvenálás (SOLiD szekvenálás)         | 50+35 vagy 50+50 bp                                                                                         | 99,9%                                 | 1,2–1,4 Gbp | 1–2 hét                                                             | 60–130                                         | Alacsony költség bázisonként                                                                                 | Lassabb más módszereknél. Palindrom szakaszok szekvenálása nehezebb.    |
| Nanopórus-szekvenálás                            | Könyvtár-előkészítéstől függ, így a felhasználó adja meg az olvasáshosszt (2 272 580 bp-ról is beszámoltak) | 92–97%                                | olvasáshossztól függ                                                                                                   | Adatfolyam kezelése valós időben történik. 1 perctől 48 óráig tart. | 7–100                                          | Leghosszabb olvasás, elérhető felhasználói közösség, hordozható                                              | Alacsonyabb átvitel más módszereknél, 95% körüli egyolvasásos pontosság |
| GenapSys-szekvenálás                             | egy végen mintegy 150 bp                                                                                    | 99,9% (Phred30)                       | 1–16 Mbp | kb. 1 nap                                                           | 667                                            | Alacsony költség                                                                                             |                                                                         |
| Láncvégi (Sanger-szekvenálás)                    | 400–900 bp                                                                                                  | 99,9%                                 | N/A | 20 perc – 3 óra                                                     | Sok alkalmazásban hasznos                      | Drága és nem praktikus nagyobb szekvenálási folyamatokhoz, és időigényes plazmidklónozást vagy PCR-t igényel |                                                                         |

### Hosszú olvasású szekvenálás

#### Egymolekulás valós idejű (SMRT) szekvenálás
Az SMRT szekvenálás a szintetikus szekvenáláson alapul. A DNS-t nullmódú hullámvezetők (ZMW) irányítják, melyek kis kútszerű tartályok, aljukon csapdázó eszközökkel. A szekvenálást a ZMW aljához rögzített módosítatlan polimeráz és fluoreszcensen megjelölt, az oldatban szabadon úszó nukleotidok hajtják végre. A tartályok felépítése biztosítja, hogy csak az aljukon lévő fluoreszcencia legyen észlelhető. A fluoreszcens jelölő a DNS-be kerüléskor leválik a nukleotidról, módosítatlan DNS-szálat hagyva. A technológiát fejlesztő PacBio szerint ez lehetővé teszi a nukleotidmódosulások, például metilcitozinok észlelését. Ez a polimerázkinetika megfigyelésén alapul, ami lehetővé teszi a 20 000 nukleotid feletti olvasáshosszt, de az átlagos olvasáshossz mintegy 5 kbp. 2015-ben a PacBio beszámolt egy új szekvenáló rendszer, az 1 000 000 ZMW-s Sequel System megjelenéséről, szemben a PacBio RS II-vel, melyben 150 000 ZMW van. Az SMRT-szekvenálást tekintik harmadik generációs vagy hosszú olvasású szekvenálásnak is.

#### Nanopórus-szekvenálás
A nanopóruson áthaladó DNS megváltoztatja annak ionáramát. E változás a DNS alakjától és méretétől függ. Minden egyes nukleotid más ideig blokkolja a póruson való ionáramot. A módszer nem igényel módosult nukleotidot, és valós idejű. Ez is „harmadik generációs” vagy „hosszú olvasású” szekvenálási módszer az SMRT-hez hasonlóan.
A módszer korai ipari kutatása az exonukleáz-szekvenáláson alapult, ahol az elektromos jelek kiolvasása a ciklodextrinhez kötött nukleotidok α-hemolizin-pórusokon való áthaladásával együtt történt. De az ebből kialakult ipari módszer, a szálszekvenálás a DNS-t ép szálon szekvenálta.
A nanopórus-szekvenálás két fő része a szilárd állapotú és a fehérjealapú nanopórus-szekvenálás. Utóbbi a membránfehérje-komplexeket, például az α-hemolizint, az MspA-t (Mycobacterium smegmatis-porin A) vagy a CssG-t használja, melyek ígéretesek, mert meg tudnak különböztetni nukleotidokat és nukleotidcsoportokat. Ezzel szemben a szilárd állapotú nanopórus-szekvenálás szintetikus anyagokat, például szilícium-nitridet és alumínium-oxidot használ, és jobb, mert mechanikai képessége és hő- és kémiai stabilitása jobb. Az előállítási módszer fontos a szekvenálás e típusára, mivel a nanopórusarray több száz, 8 nm-nél kisebb átmérőjű pórust tartalmazhat.
A módszer abból az ötletből ered, hogy az ssDNS- és ssRNS-molekulák elektroforézissel szigorú lineáris sorozatban átvihetők 8 nm alatti biológiai póruson, és észlelhető, mert a molekulák ionáramot szabadítanak fel a póruson áthaladva. A pórus különböző bázisok felismerésére képes észlelőszakaszt tartalmaz, ahol a bázisok a bázissorozatnak megfelelő időspecifikus jeleket bocsátanak ki a póruson áthaladva, melyeket kiértékelnek. A póruson át való DNS-transzport precíz irányítása fontos a sikerhez. A különböző enzimek, például exonukleázok és polimerázok használatosak e folyamat irányításához a pórus bejáratához közel helyezve.

### Rövid leolvasású szekvenálás

#### Erősen párhuzamos ujjlenyomat-szekvenálás (MPSS)
Az első nagy átvitelű szekvenáló technológiát, az erősen párhuzamos ujjlenyomat-szekvenálást (MPSS), az egyik új generációs szelvenálást, az 1990-es években fejlesztette ki a Lynx Therapeutics, melyet Sydney Brenner és Sam Eletr alapítottak 1992-ben. Az MPSS gyöngyalapú módszer, mely összetett adapterligációs megközelítést használt, melyet adapterdekódolás követett, és a szekvenciát 4 nukleotidos szakaszokban olvasta. E módszer szekvenciaspecifikus torzításokra és specifikus szekvenciák elvesztésére is érzékennyé tette. Az összetett technológia miatt csak maga a Lynx Therapeutics végezte, és nem adott el e módszerre képes DNS-szekvenálókat. A Lynx Therapeutics 2004-ben a később az Illumina által felvásárolt Solexával egyesült, ami a Manteia Predictive Medicine-től megszerzett egyszerűbb szintetikus szekvenálás fejlesztéséhez vezetett, amely az MPSS-t elavulttá tette. Azonban az MPSS kimenete fontos jellemzői a későbbi, több százezer rövid DNS-szekvenciából álló nagy átvitelű adattípusokra jellemzők voltak. Az MPSS ezeket általában kódoló DNS szekvenálására használta génexpressziószint-méréshez.

#### Polóniaszekvenálás
A George M. Church laboratóriumában a Harvard Egyetemen kifejlesztett polóniaszekvenálás az egyik első nagy sebességű szekvenálási módszer, és az Escherichia coli 2005-ös szekvenálására használták. In vitro jelölőpáros könyvtárból, emulziós PCR-ból, automatikus mikroszkópból és ligációalapú szekvenálásból állt, ez lehetővé tette az E. coli genomjának 99,9999% feletti pontosságú és a Sanger-szekvenálásnál 9-szer olcsóbb szekvenáláát. A technológia licencei az Agencourt Bioscienceshez kerültek, majd az Agencourt Personal Genomicshoz különült el, végül az Applied Biosystems SOLiD-jának lett része. Az Applied Biosystemst később a ma a Thermo Fisher Scientific részeként működő Life Technologies vásárolta fel.

#### 454-piroszekvenálás
A piroszekvenálás párhuzamosított változatát a 454 Life Sciences fejlesztette ki, melyet azóta a Roche Diagnostics vásárolt fel. A módszer olaj-víz emulzió vízcseppjeiben lévő DNS-t sokszorosít (emulziós PCR), ahol minden csepp 1 DNS-templátot tartalmaz, mely 1 primerrel burkolt gyöngyhöz kötődik, klonális kolóniát alkotva. A szekvenálógép sok pikoliteres edényt tartalmaz, bennük egy-egy gyönggyel és szekvenáló enzimekkel. A piroszekvenálás luciferázzal hoz létre az egyes naszcensz DNS-hez hozzáadott nukleotidok észlelésére fényt, és az egyesített adatokkal jönnek létre a szekvenciaolvasások. E technológia közepes olvasáshosszú és bázisköltségű, az egyik oldalon a Sanger-szekvenálással, a másikon a Solexával és a SOLiD-dal összehasonlítva.

#### Illumina-szekvenálás
A ma az Illumina részeként működő Solexát Sankar Balaszubramanian és David Klenerman alapították 1998-ban, és az reverzibilis festékvégek technológiáján és kifejlesztett polimerázokon alapuló szekvenáló módszert fejlesztett ki. A reverzibilis végek kémiáját Bruno Canard és Simon Sarfati találták fel a párizsi Pasteur Intézetben. A módszert a Solexánál fejlesztették ki a kapcsolódó szabadalmak szerzői. 2004-ben a Solexa felvásárolta a Manteia Predictive Medicine-t egy Pascal Mayer és Laurent Farinelli által 1997-ben feltalált erősen párhuzamos szekvenáló technológia megszerzéséhez. Ez „DNS-klasztereken” vagy „-kolóniákon” alapul, aminek része a DNS felszínen történő klonális sokszorosítása. A klasztertechnológiát a Lynx Therapeuticsszal közösen szerezték meg. A Solexa Ltd. később a Lynxszel egyesült, létrehozva a Solexa Inc.-et.

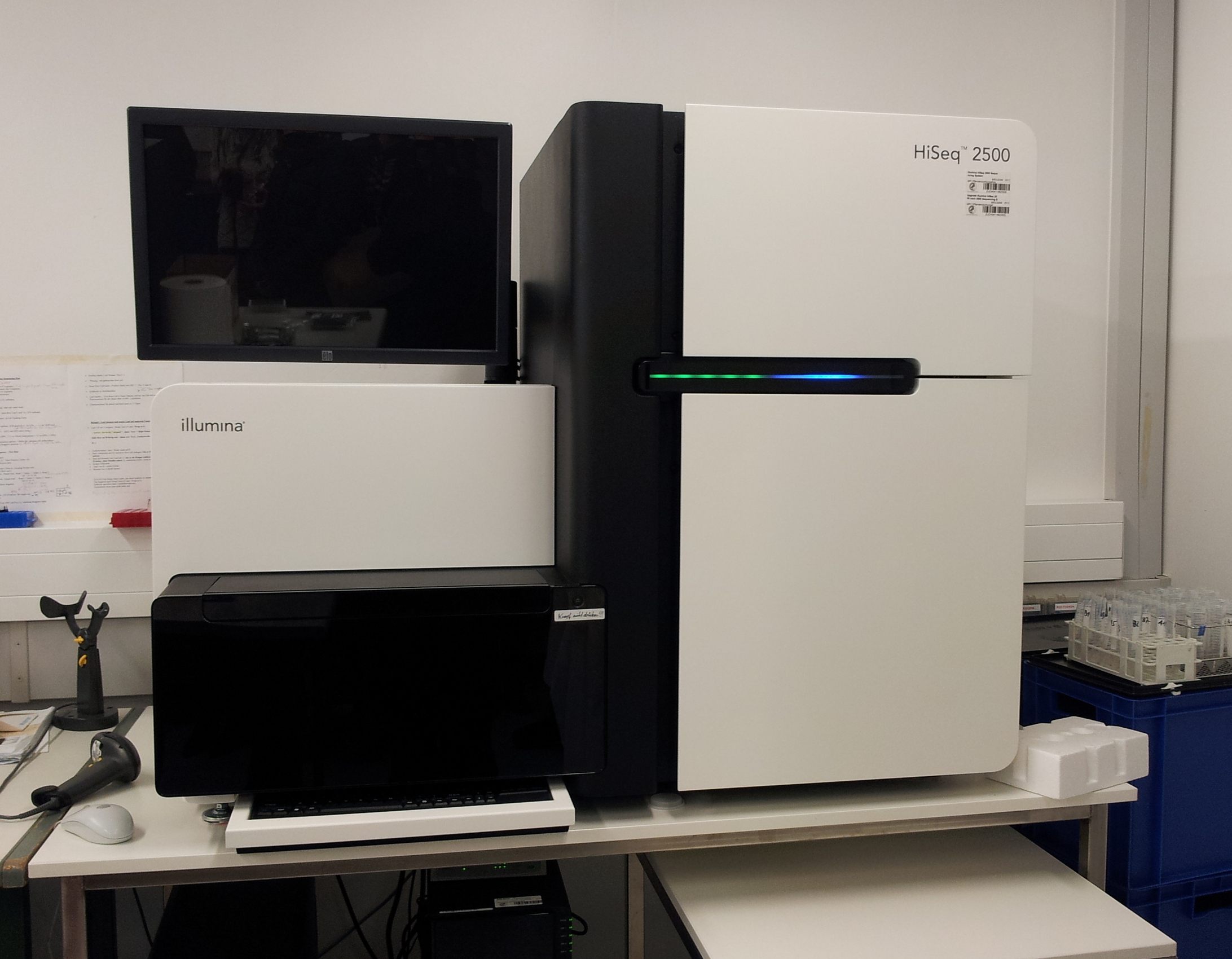
Illumina HiSeq 2500 szekvenáló

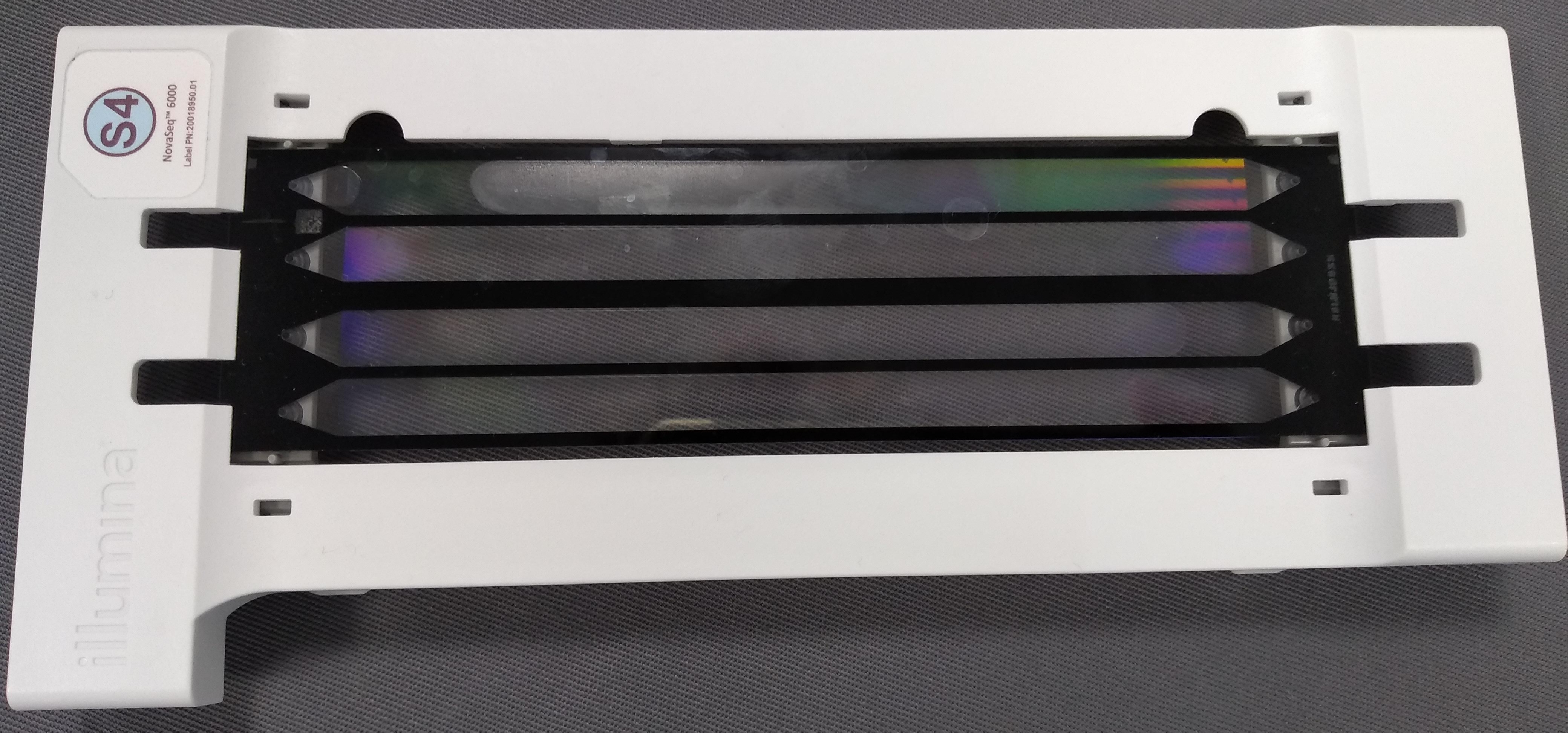
Illumina NovaSeq 6000 cella

E módszerben a DNS-molekulák és primerek először egy csúszó szakaszra vagy cellára kerülnek, majd polimeráz sokszorosítja, így helyi klonális DNS-kolóniák keletkeznek. A szekvencia meghatározásához 4 reverzibilis végső bázis (RT-bázis) hozzáadása történik, és a be nem került nukleotidok távoznak. Egy kamera képeket készít a fluoreszcensen jelölt nukleotidokról. Ezután a festék a 3’-végi blokkolóval együtt kémiailag távozik a DNS-ről, lehetővé téve a következő ciklus kezdetét. A piroszekvenálással ellentétben a DNS-láncok nukleotidonként bővülnek, és a képkészítés később is készülhet, lehetővé téve nagyon nagy DNS-kolónia-array-k egy kamera által készített egymást követő képekkel való felvételét.

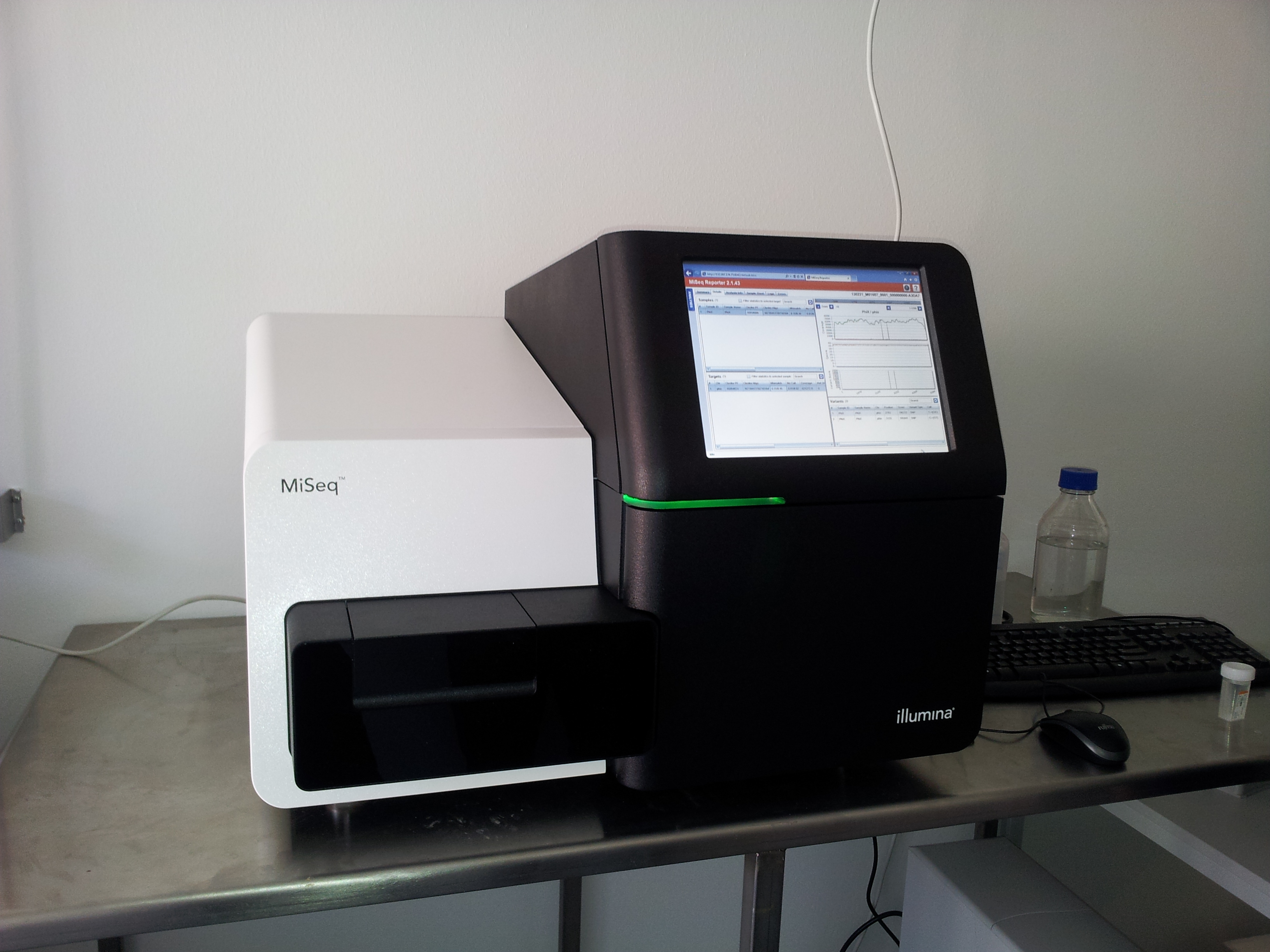
Illumina MiSeq szekvenáló

Az enzimatikus reakció és a képfelvétel elválasztása lehetővé teszi az optimális átvitelt és az elméletben korlátlan szekvenálási lehetőséget. Optimális konfigurációval a végső átvitelt kizárólag a kamera analóg-digitális átalakítási sebességének és a kamerák számának szorzatának és a DNS-kolóniánként az optimális vizualizáláshoz szükséges képpontok számának (általában kolóniánként 10) hányadosa határozza meg. 2012-ben a 10 MHz-es A/D-átalakításisebességű kamerákkal és az elérhető optikai, fluidikai és enzimatikai eszközökkel az átvitel másodpercenként 1 millió nukleotid is lehet, mely mintegy 1 humán genomnak felel meg 1-szeres lefedettséggel óránként és eszközönként, és 1, mintegy 30-szor újraszekvenált humángenomnak naponta és 1 kamerás eszközönként.

#### Kombinált szondahorgony-szintézis (cPAS)
E módszer a kombinált szondahorgony-ligációs (cPAL) technológiának a 2013-ban a BGI részévé vált Complete Genomics által kifejlesztett továbbfejlesztése. A két vállalat a technológiát úgy módosította, hogy hosszabb olvasásokat, rövidebb reakcióidőt és gyorsabb eredményeket tegyen lehetővé. Ezenkívül az adatokat folytonos teljes hosszú olvasásokat biztosít a szabványos FASTQ formátumban, és változatlan formában használható rövidolvasás-alapú bioinformatikai analitikai futószalagokon.
E nagy átvitelű szekvenálási technológia alapjai a DNS-nanogömbök (DNB) és a nanogömbrögzítésre használt mintázott array-k. A DNS-nanogömb kettős szálú, adapterhez kötött könyvtárak denaturálásával és az előrehaladó szál kizárólagos ligációjával felosztó oligonukleotidhoz, ssDNS-kört alkotva. A DNS-inzertet tartalmazó körök hű példányait gördülő körös sokszorosítással generálják, mely 300–500 példányt hoz létre. A hosszú ssDNS-szál önmagára visszahajolva mintegy 220 nm átmérőjű 3 dimenziós nanogömbszerkezetet hoz létre. A DNB-k létrehozása megszünteti a könyvtár PCR-alapú másolásának igényét a cellán, így sok duplikált olvasást, adapterközi ligációt és PCR-hibát megszüntet.

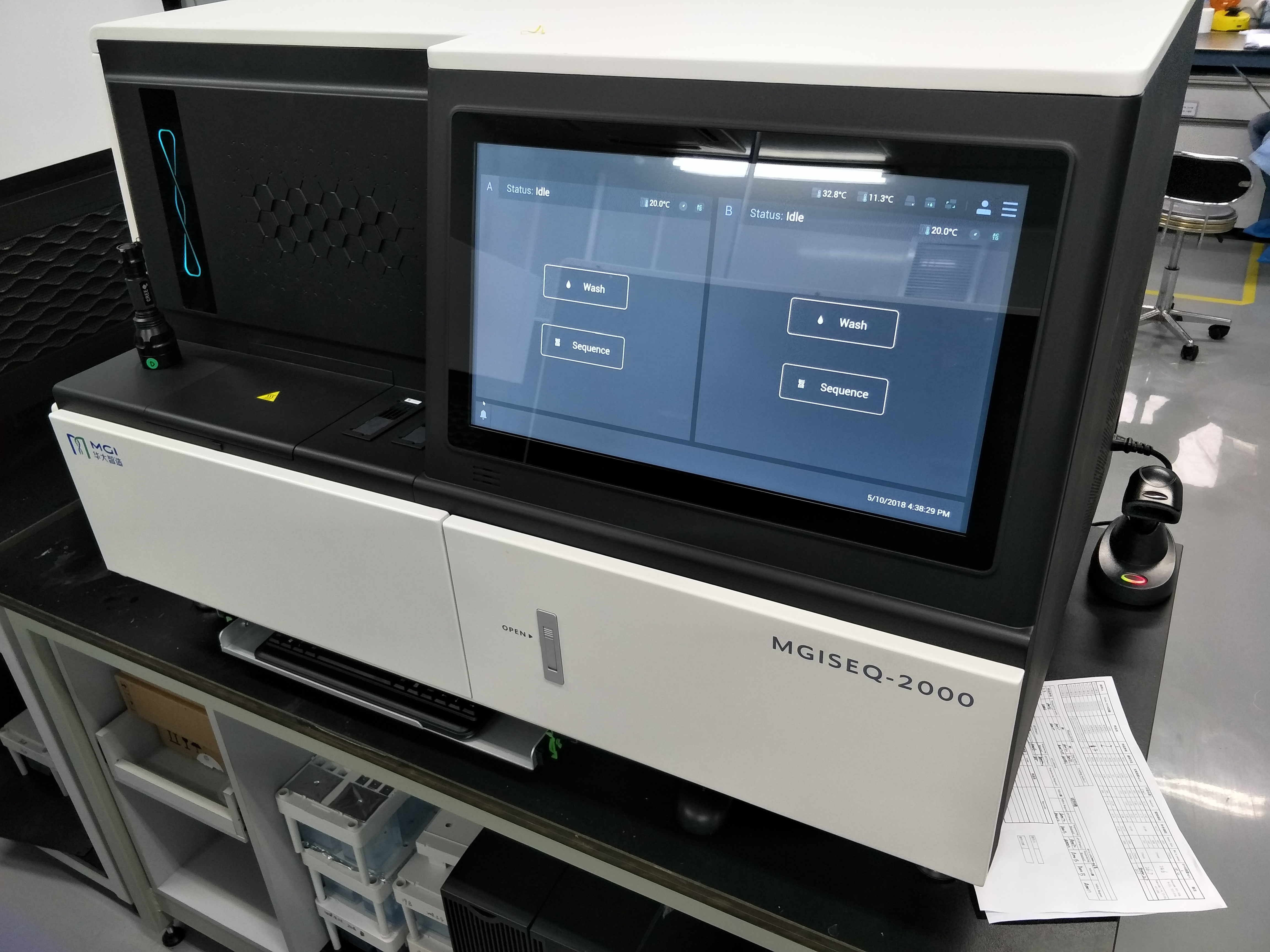
BGI MGISEQ-2000RS szekvenáló

A pozitív töltésű pontok mintázott array-jét fotolitográfia és karctechnikák határozzák meg, melyet kémiai módosítás követ, szekvenáló cellát létrehozva, ahol minden pont nagyjából 250 nm átmérőjű, központjaik távolsága 700 nm, és lehetővé teszik 1 negatívan töltött DNB cellához való rögzítését, így a cella alul- vagy túlcsoportosulását.
A szekvenálás ezután oligonukleotid-szonda hozzáadásával történik, mely a DNB meghatározott részeihez kapcsolódik. A szonda horgonyként működik, mely lehetővé teszi a 4 reverzibilisen inaktivált, megjelölt nukleotid egyikének kapcsolódását a cellán át haladva. A kötetlen nukleotidok elvesznek a kötött jelölők lézeres gerjesztése és az emiatti fluoreszcencia, illetve az ebből keletkező jel kamerák általi felvétele és annak bázismeghatározáshoz használt digitális kimenetté alakítása előtt. A kapcsolt bázishoz saját vég és jelölő kapcsolódik, mely automatikusan lekerül a ciklus végén. A ciklust újabb szabad, megjelölt nukleotidok cellán át való haladása indítja újra, mely lehetővé teszi a következő nukleotid kötését és jele felvételét. E folyamat többször (általában 50–300-szor) ismétlődik a DNS-részlet szekvenálásához, sebessége mintegy 40 000 000 bp/s volt 2018-ban.

#### SOLiD-szekvenálás

SOLiD-könyvtár-előkészítés

Az Applied Biosystems (ma a Life Technologies része) SOLiD-technológiája ligációs szekvenálást használ. Ebben minden lehetséges adott hosszú oligonukleotid meg van jelölve a szekvenált pozíciónak megfelelően. Ezután ezek összekapcsolása és ligációja történik: a DNS-ligáz által preferált ligációk az adott helyű nukleotidról információt közlő jelt eredményez. A templát minden bázisát kétszer szekvenálják, és az eredményeket a 2 bázisú kódolás szerint dekódolják. Szekvenálás előtt a DNS-t emulziós PCR útján sokszorosítják. Az azonos DNS-molekulák 1 példányát tartalmazó keletkező gyöngyöket üvegre helyezik. Az eredmény az Illumina-szekvenáláshoz hasonló hosszok és mennyiségek sorozata. E ligációs szekvenálási módszernek kissé nehezebb a palindrom sorozatok szekvenálása.

#### Ion Torrent-félvezető-szekvenálás
Az Ion Torrent Systems Inc. (ma a Life Technologies része) az általános szekvenáló kémián alapuló rendszert fejlesztett ki, de félvezető-alapú észlelőrendszerrel. E szekvenáló módszer a DNS-polimerizáció során keletkező protonok észlelésén alapul, szemben a más szekvenáló rendszerek által használt optikai rendszerekkel. Egy szekvenálandó templátszálat tartalmazó mikrokútba nagy mennyiségben kerül egy nukleotidtípus. Ha e nukleotid a vezető templátnukleotid komplementere, bekerül a növekvő komplementer szálba. Ekkor proton szabadul fel, mely hiperérzékeny ionérzékelőt aktivál, mely jelzi, hogy reakciótörtént. Ha a templát homopolimer-ismétlődéseket tartalmaz, egy ciklusban több nukleotid kerülhet be. Ez ennek megfelelő mennyiségű protonfelszabadulást és ennek megfelelően nagyobb elektromos jelet okoz.

A TAGGCT templát szekvenálása IonTorrenttel, PacBioRS-szel és GridION-nal

#### DNS-nanogömb-szekvenálás
A DNS-nanogömb-szekvenálás teljes genom szekvenálására használt nagy átvitelű szekvenálási technológia. A Complete Genomics e technológiát független kutatók által küldött minták szekvenálására használja. A módszer gördülőkör-replikációval kis genomrészleteket DNS-nanogömbökbe sokszorosít. A ligációval történő láncolatlan szekvenálással ezután meghatározzák a nukleotidszekvenciát. E módszer nagy számú DNS-nanogömb szekvenálását teszi lehetővé egy futással és más nagy átvitelű szekvenálási módoknál alacsonyabb reagensköltségekkel. Azonban az egyes DNS-nanogömbök csak kis részleteket határoznak meg, ami a rövid olvasások referenciagenomhoz rendelését megnehezíti.

#### Heliscope-os egymolekulás szekvenálás
A heliscope-os szekvenálás a Helicos Biosciences által fejlesztett egymolekulás szekvenálási eljárás. DNS-töredékeket használ cellafelszínhez kapcsolt poli-A-farokadapterekkel. Az ezt követő lépések közé tartozik a bővítésalapú szekvenálás ciklikus cellamosásokkal és fluoreszcensen megjelölt nukleotidokkal (egyszerre 1 nukleotidtípussal a Sanger-módszerhez hasonlóan). Az olvasásokat a Heliscope szekvenáló végzi. The reads are short, averaging 35 bp. Ami e technológiát különösen újjá tette, az volt, hogy az első sokszorosítás nélküli szekvenáló eljárásnak bizonyult, ami megakadályozza a sokszorosítás miatti olvasási hibákat. Bár 2009-ben szekvenálták a humán genomot Heliscope-pal, 2012-ben a cég csődbe ment.

#### Mikrofolyadék-rendszerek
2, DNS-szekvenálásra használt fő mikrofolyadék-rendszer van, ezek a cseppalapú és a digitális mikrofluidika. Ezek az eszközök a jelenlegi szekvenáló eszközök korlátait kívánják áthidalni.
Abate  et al. tanulmányozták a cseppalapú mikrofluidika használatát a DNS-szekvenálásban. Ez eszközök képesek másodpercenként több ezer, pikoliteres csepp készítésére és feldolgozására, polidimetilsziloxánból (PDMS) voltak, és Forster-rezonanciás energiatranszfert (FRET) használtak a cseppekben lévő DNS-szekvenciák olvasására. Az array-kben lévő pozíciók mind meghatározó 15 tagú szekvenciát teszteltek a tanulmányban.
Fair  et al. digitális mikrofluidikával tanulmányozták a DNS-piroszekvenálást. Jelentős előnyei a hodozhatóság, a reagens térfogata, az elemzési sebesség, a tömeges gyárthatóság és a nagy átvitel. A tanulmány igazolta, hogy a digitális eszközök használhatók piroszekvenálásra, és tartalmazott szintézist, melynek része az enzimek bővítése és a jelölt nukleotidok hozzáadása.
Boles  et al. a cseppalapú piroszekvenálást tanulmányozták digitális mikrofluidikán. Elektromos nedvesítővel hoztak létre, kevertek és osztottak fel cseppeket. 3 enzimes eljárást és mágneses gyöngyökhöz rögzített DNS-templátokat alkalmaztak. Az eszközt 2 eljárással tesztelték, és 100%-os pontosságúnak bizonyult nyers pirogramok alapján. Előnyei a méret, a költség és a funkcionális integráció elérhető szintje.
A mikrofluidikai DNS-szekvenálás kutatása ezenkívül alkalmazható RNS-szekvenálásra is hasonló technikával, például inDropsszal. Így sok ilyen DNS-szekvenáló eljárás szélesebb körben és a genomok és transkriptomok további megértésére is használható.

## Fejlesztési módszerek
A DNS-szekvenálás jelenleg fejlesztett módszerei közé tartozik a nanopórusokon keresztül áthaladó DNS-szál olvasása (a módszer ma kereskedelmi forgalomban elérhető, de a későbbi generációk, például szilárdtest-nanopórusok, még fejlesztés alatt állnak) és a mikroszkópiás technikák, például az atomerő-mikroszkópos vagy a transzmissziós elektronmikroszkópos DNS-szekvenálás, ahol az egyes nukleotidok helye meghatározható hosszú (>5000 bp) DNS-részletekben nehezebb elemekkel, például halogénekkel való megjelöléssel a vizuális észleléshez és felvételhez. A harmadik generációs technológiák célja az átvitel növelése és a költség és időtartam csökkentése a reagenstöbbletre való szükséglet megszüntetésével és a DNS-polimeráz sebességének felhasználásával.

### Alagútáram-DNS-szekvenálás
Egy másik megközelítés az elektromos alagúteseményeket haszálja fel a csatornán áthaladó egyszálú DNS-en. Ennek elektronikai szerkezetétől függően a bázisok az áramot eltérően beolyásolják, lehetővé téve megkülönböztetésüket.
Az alagútáram-szekvenálás több nagyságrenddel gyorsabban szekvenálhatja a DNS-t az ionárammódszereknél, és több DNS-oligomert és mikro-RNS-t 2012-ben már szekvenáltak.

### Hibridizációs szekvenálás
A hibridizációs szekvenálás DNS-mikroarray-t használó nem enzimatikus szekvenálás. Egy meghatározandó szekvenciájú DNS-mintát fluoreszcensen jelölnek és hibridizálnak ismert szekvenciákat tartalmazó array-vel. Az erős hibridizációs jelek az array adott helyéről a szekvenálandó DNS egy szakaszát határozzák meg.
E szekvenálási módzer rövid egyszálú DNS-molekulák (oligonukleotidok), más néven DNS-szondák könyvtárának kötési jellemzőit határozzák meg a cél-DNS-szekvencia rekonstrukciójához. A nem specifikus hibrideket mosással eltávolítják, és a cél-DNS-t kivonják oldószerrel. A hibrideket úgy rendezik át, hogy a DNS-szekvencia rekonstruálható. Ennek előnye, hogy sok cél vehető fel homogén lefedettséggel. Eleinten ez sok anyagot és kiinduló DNS-t igényelt, azonban az oldatalapú hibriizáció csökkenti a szükséges felszerelés- és anyagigényt.

### Tömegspektrometriai szekvenálás
A tömegspektrometria is használható DNS-szakaszok meghatározására. A mátrixszal segített lézeres deszorpciós ionizációs haladási idejű tömegspektrometriát (MALDI-TOF) kifejezetten a géleletroforézis alternatívájaként vizsgálták DNS-részletek vizualizálásához. E módszerrel a láncvégi szekvenálással generált DNS-részletek tömeg, nem méret szerint hasonlíthatók össze. Az egyes nukleotidok tömege eltér a többitől, e különbség észlelhető tömegspektrometriával. A részletek egypontos nukleotidmutációi könnyebben észlelhetők így, mint csak gélelektroforézissel. A MALDI-TOF könnyebben észleli az RNS-részletek különbségeit, így a kutatók közvetetten szekvenálhatnak DNS-t tömegspektrometriai alapon annak RNS-sé alakításával.
A tömegspektrometria által lehetséges magasabb felbontás különösen az igazságügyi kutatók számára lényeges, mivel a humán DNS-mintákban lévő egypontos nukleotidpolimorfizmusokat felhasználhatják az egyes emberek azonosítására. E minták lebomolhatnak annyira, hogy az igazságügyi tudósok gyakran preferálják az mtDNS-t magasabb stabilitása és a leszármazási vonal tanulmányozásában való jobb alkalmazhatósága miatt. A tömegspektrometriai szekvenálást használták egy Federal Bureau of Investigation-adatbázisban és első világháborús tömegsírokban talált csontokban lévő humán mtDNS-ek összehasonlítására.
A korai lánclezárásos és TOF-tömegspektrometriai módszerek 100 bázispárig terjedő olvasásokat adtak. Ez az átlagos olvasáshossz nem léphető túl: a lánclezárásos szekvenáláshoz hasonlóan a tömegspektrometria-alapú szekvenálás nem bizonyult megfelelőnek nagy de novo szekvenáláshoz. Azonban egy 2010-es tanulmány e rövid olvasásokat és a tömegspektrometriát felhasználta patogén Streptococcus-törzsek SNP-i összehasonlítására.

### Mikrofluidikus Sanger-szekvenálás
A mikrofluidikus Sanger-szekvenálásban a DNS-ek egész termociklikus sokszorosítása és elektroforézises elválasztása egy, mintegy 10 cm átmérőjű üvegostyán történik, csökkentve a reagenshasználatot és a költséget. Chen  et al. 2010-ben kimutatták a hagyományos szekvenálás átvitelének mikrochipekkel való növelhetőségét. Azonban további kutatások szükségesek e technológia hatékony használatához.

### Mikroszkópiai technikák
E megközelítés közvetlenül vizualizálja a DNS szekvenciáját elektronmikroszkóppal. DNS-bázispárokat először érintetlen DNS-molekulákban módosított – nagyobb rendszámú elemekkel jelölt – bázisok enzimatikus beépítésével először közvetlenül szintetikus 3272 bp-os DNS-ben és 7249 bp-os vírusgenomban azonosítottak.

### RNSP-szekvenálás
E módszer polisztirol gyöngyhöz csatolt RNS-polimerázon (RNSP) alapul. A DNS egyik szekvenálandó vége másik gyöngyhöz kapcsolódik, és mindkét gyöngy optikai csapdában van. Az RNSP mozgása a transzkripció során a gyöngyöket közelíti, és a távolságváltozás 1 nukleotid felbontással vizsgálható. A szekvencia a 4, az egyes nukleotidtípusokból alacsonyabb koncentrációval rendelkező kiolvasás alapján határozható meg a Sanger-módszerhez hasonlóan. A részek és a szekvenciainformáció összehasonlíthatók az ismert és az ismeretlen részek összehasonlításával.

### In vitronagy átvitelű vírusszekvenálás
Egy módszert fejlesztettek ki 2012-ben teljes fehérje-kölcsönhatások elemzésére 454-piroszekvenálás és in vitro vírus-mRNS-megjelenítési módszer egyesítésével. E módszer kovalensen összekapcsolja a lényeges fehérjéket az őket kódoló mRNS-hez, majd reverz transzkripciós polimeráz-láncreakcióval észleli őket. Az mRNS ezután sokszorosítható és szekvenálható. A teljes módszert IVV-HiTSeq-nek nevezték el, és sejtmentesen is elvégezhető, bár eredményei nem felelnek mindig meg az in vivo feltételeknek.

## Piaci részesedés
Bár sok DNS-szekvenálási eljárás létezik, csak kevés domináns a piacon. 2022-ben az Illumináé volt a piac mintegy 80%-a, a többi is csak kevés további testületé (PacBio, Oxford, 454, MGI) volt.

## Minta-előkészítés
A DNS-szekvenálási eljárások sikere a DNS- vagy RNS-minta kivonásán és előkészítésén alapul a biológiai anyagból.
- A sikeres DNS-kivonás hosszú, le nem bomlott szálakból álló DNS-mintát ad.
- A sikeres RNS-kivonás RNS-mintát ad, mely komplementer DNS-sé (cDNS) alakítandó reverz transzkriptázzal – egy, a PCR-hoz hasonlóan létező RNS-szálból komplementer DNS-t szintetizáló DNS-polimerázzal.[161] A komplementer DNS ezután a genom-DNS-hez hasonlóan feldolgozható.

A DNS- vagy RNS-kivonás után a minták további előkészítést igényelhetnek szekvenálási módtól függően. A Sanger-szekvenálás előtt klónozás vagy PCR szükséges. A második generációs szekvenálási módszerekhez könyvtár-előkészítés szükséges a feldolgozás előtt. A nukleinsav-minőség és mennyiség értékelése kivonás és könyvtár-előkészítés után azonosítja a lebomlott, töredezett vagy alacsony tisztaságú mintákat, és jó szekvenciaadatot ad.

## Fejlesztési kezdeményezések

Humán genom szekvenálásának költsége a Nemzeti Humángenom-kutató Intézet számításai szerint az idő előrehaladtával

2006 októberében az X Prize Foundation bevezetett egy kezdeményezést a teljesgenom-szekvenálás fejlesztésére, az Archon X Prize-t, melynek díja 10 millió dollár „az első olyan csapatnak, mely készíteni és 100 humán genom 10 vagy kevesebb napon belüli szekvenálására használni tud egy eszközt 100 000 bázisonként legfeljebb 1 hibával, a genom legalább 98%-át lefedő szekvenciákkal és genomonként 10 000 dollárnál nem magasabb költségekkel”.
A Nemzeti Humángenom-kutató Intézet (NHGRI) az új genomikai kutatás és fejlesztés terén évente ír ki pályázatokat. A 2010-es díjazottak és 2011-es jelöltek közé tartoztak például a mikrofluidikai, polónia- és bázisra összpontosító szekvenálások.

## Számítási feladatok
Az itt leírt szekvenáló technológiák hosszabb szekvenciákba, például teljes genomokba összeillesztendő nyers adatokat hoznak létre. Sok számítási feladattal érhető ez el, például a nyers szekvenciaadatok kiértékelésével, melyeket olyan programok és algoritmusok végeznek, mint a Phred és a Phrap. További feladatok az ismétlődő DNS-szekvenciák feldolgozása, melyek gyakran megakadályozzák a teljes genom összeillesztését gyakoriságuk miatt. Ezért sok szenvencia kromoszómához nem hozzárendelt lehet. A nyers szekvenciaadatok termelése a részletes bioinformatikai elemzésnek csak a kezdete. Yet new methods for sequencing and correcting sequencing errors were developed.

### Olvasásnyesés
Néha a szekvenáló termelte nyers olvasások csak hosszuk egy részében helyes és pontos. A teljes olvasás felhasználása a későbbi elemzésekben, például genom-összeillesztésben, SNP-megnevezésben vagy génexpresszió-becslésben hibákat okozhat. KÉt nyesőprogram van attól függően, hogy ablak- vagy összegalapú. This is a partial list of the trimming algorithms currently available, specifying the algorithm class they belong to:
| Név                   | Típus       |
| --------------------- | ----------- |
| Cutadapt              | Összegalapú |
| ConDeTri              | Ablakalapú  |
| ERNE-FILTER           | Összegalapú |
| FASTX quality trimmer | Ablakalapú  |
| PRINSEQ               | Ablakalapú  |
| Trimmomatic           | Ablakalapú  |
| SolexaQA              | Ablakalapú  |
| SolexaQA-BWA          | Összegalapú |
| Sickle                | Ablakalapú  |

## Etikai kérdések
A humán genetika a bioetika része az 1970-es évek eleje üta, és a DNS-szekvenálás – különösen a nagy átvitelű szekvenálás – növekvő használata miatt számos etikai kérdés merült fel. Az egyik fontos kérdés egy adott személy DNS-ének és az annak szekvenálásakor keletkező adat tulajdonjoga. Maga a DNS-molekula tekintetében az e téren fő jogi eset, a Moore v. Regents of the University of California (1990) kimondta, hogy senkinek nincs tulajdonjoga elhagyott sejtjeire, sem az ezek által (például szabadalmaztatott sejtvonalként) termelt nyereségre, de joga van a sejtek eltávolításába és használatába való tájékozott beleegyezésre. A DNS-szekvenálással termelt adattal kapcsolatban ez eset szerint nincs tulajdonjog a saját DNS-ből levezetett információ felett.
A DNS-szekvenálás egyre szélesebb körű elterjedése miatt a genomikai adatok tárolása, biztonsága és megosztása egyre fontosabb. Például lényeges, hogy a biztosítók felhasználhatják-e a genomikai adatokat áraik befolyásolására a biztosított jövőbeli egészségéről DNS-e alapján szóló előrejelzések révén. 2008 májusában az Amerikai Egyesült Államokban hatályba lépett a Genetic Information Nondiscrimination Act (GINA), megakadályozva az egészségbiztosítás és az alkalmazás terén a genetikai információ alapján történő megkülönböztetést. 2012-ben az Amerikai Egyesült Államok Bioetikai Problémákat Kutató Elnöki Bizottsága arról írt, hogy az akkori adatvédelmi törvények a DNS-szekvenálásból nyert adatra, például a GINA és a Health Insurance Portability and Accountability Act elégtelenek, megjegyezve, hogy a teljesgenom-szekvenálási adatok különösen érzékenyek, mert nemcsak azt azonosítja, akitől származik az adat, hanem a rokonait is.
Az Amerikai Egyesült Államok nagy részén az „elhagyott”, például bélyegen, borítékon, csészén, rágógumin talált DNS legálisan gyűjthető és szekvenálható bárki – például a rendőrség, magánnyomozók, politikai ellenfelek vagy szülőségi vitákban érintettek – által. 2013-ban 11 államban voltak érvényben „DNS-lopást” megakadályozó törvények.
Etikai problémák merültek fel az újszülöttek és felnőttek a 23andMehez hasonló cégek általi növekvő mértékű genetikaieltérés-szűrése miatt. Feltehetően a genetikai eltérésekre való szűrés káros lehet, és növelheti a megnövekedett betegségkockázatúak szorongását. Például egy, a Time-ban leírt esetben egy beteg újszülött genetikai változásokra való tesztelése után az orvosok nem tájékoztatták a szülőket egy demenciához kapcsolódó más variánsról a szülőkben okozható negatív hatások miatt. Azonban egy, a The New England Journal of Medicine-ben 2011-ben megjelent tanulmány szerint nem nagyobb a szorongás kockázata azokban, akiken történik betegségkockázat-elemzés. Ezenkívül az olyan új generációs szekvenálási eljárások, mint a nanopórus-alapú szekvenálás, szintén további etikai kérdéseket vetettek fel.
Csian, Spada és Vang 2017-ben írtak az mtDNS szekvenálásának rákban való felhasználhatóságáról és ennek bioetikai következményeiről. Bioetikai problémaként írták le, hogy a DNS-szekvenálás számos rákkal kapcsolatos mutációt fedezhet fel, mely alapján a génszerkesztéshez hasonló eljárás is elképzelhető, amely adott esetben lehetővé tenné a gyermek nemének kiválasztását vagy akár a gyermek megtervezését, ugyanakkor a magi és a mitokondriális DNS megfelelésének hibái egészségügyi problémákat okozhat.

## Fordítás
Ez a szócikk részben vagy egészben  a   DNA sequencing című angol Wikipédia-szócikk ezen változatának fordításán alapul.  Az eredeti cikk szerkesztőit annak laptörténete sorolja fel. Ez a jelzés csupán a megfogalmazás eredetét és a szerzői jogokat jelzi, nem szolgál a cikkben szereplő információk forrásmegjelöléseként.